# Piroxeno
Los piroxenos  son un importante grupo de silicatos que forman parte de muchas rocas  ígneas  y metamórficas. Su nombre proviene de las palabras "piro" y "xeno" del griego antiguo que significan "fuego" y "extraño".  Este nombre se lo dio René Just Haüy debido a que este consideraba su ocurrencia en lavas como algo ajeno.  Los pioxenos tienen la siguiente fórmula general XY(Si,Al)
2O
6, donde X representa calcio (Ca), sodio (Na), hierro (Fe(II)) o magnesio (Mg) y más raramente zinc, manganeso o litio, e Y representa iones de menor tamaño, tales como s cromo (Cr), aluminio (Al), magnesio (Mg), cobalto (Co), manganeso (Mn), escandio (Sc), titanio (Ti), vanadio (V) o inclusive hierro (Fe(II) o Fe(III)).

## Características químicas y físicas
Tienen una estructura común que consiste en cadenas simples de tetraedros de sílice. Su fórmula general es XY(Si, Al)2O6, donde "X" representa calcio, sodio, hierro2+, manganeso, litio o magnesio, e "Y" representa iones de menor tamaño como el cromo, aluminio, hierro2+, hierro3+, magnesio, manganeso o  titanio. Entre los diferentes piroxenos según su química existe una gran cantidad de miscibilidad.  Las variedades ricas en hierro, magnesio y calcio son las más comunes.
De brillo vítreo, son inalterables por el ácido clorhídrico. Los piroxenos con hierro son oscuros, los que carecen de este elemento suelen ser blancuzcos, grises o de color verde claro. Los piroxenos suelen ocurrir en forma prismática o como pequeñas agujas. En su apariencia y química tienen un parecido a los anfíboles pero los piroxenos se diferencian por carecer de hidroxilo (OH) en su estructura cristalina y carecer el sitio "A" de los anfíboles por lo cual no pueden acomodar grandes elementos alcalinos. Otra diferencia más fácil de detectar es que los piroxenos tienen un plano de exfoliación aproximadamente en 93° y 87°, mientras que el anfíbol los tiene a los 56° y 124°.
Según su simetría los piroxenos se subdividen en orto y clinopiroxenos. Los primeros son ortorrómbicos y los segundos monoclínicos.

## Estructura
Los piroxenos son los minerales de silicato de cadena simple más comunes. (El único otro grupo importante de silicatos de cadena simple, los piroxenoides, son mucho menos comunes). Su estructura consiste en cadenas paralelas de tetraedros de sílice con carga negativa unidos por cationes metálicos. En otras palabras, cada ion de silicio de un cristal de piroxeno está rodeado por cuatro iones de oxígeno que forman un tetraedro alrededor del ion de silicio relativamente pequeño. Cada ion de silicio comparte dos iones de oxígeno con iones de silicio vecinos en la cadena.
Los tetraedros de la cadena están todos orientados en la misma dirección, de modo que hay dos iones de oxígeno en una cara de la cadena por cada ion de oxígeno en la otra cara de la cadena. Los iones de oxígeno de la cara más estrecha se denominan iones de oxígeno apicales. Los pares de cadenas están unidos en sus caras apicales por cationes Y, y cada catión Y está rodeado por seis iones oxígeno. Los pares de cadenas simples resultantes se han comparado a veces con vigas en I. Las vigas I se entrelazan, con cationes X adicionales que unen las caras externas de las vigas I a las vigas I vecinas y proporcionan el equilibrio de carga restante. Esta unión es relativamente débil y confiere a los piroxenos su escisión característica.

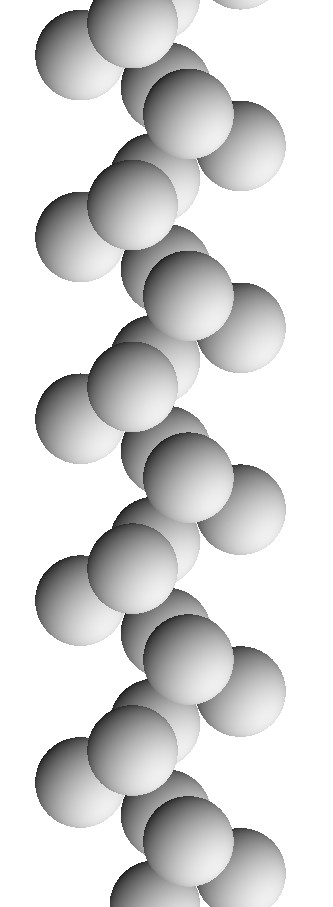
Una cadena simple de tetraedros de silicio vista en la dirección
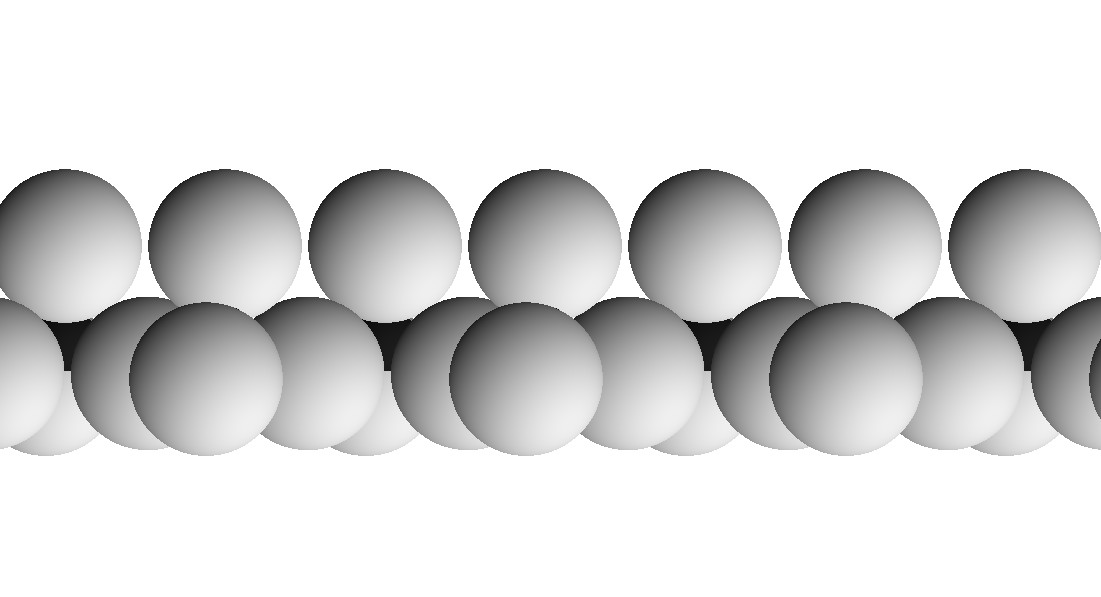
Una cadena de tetraedros de silicio vista en la dirección
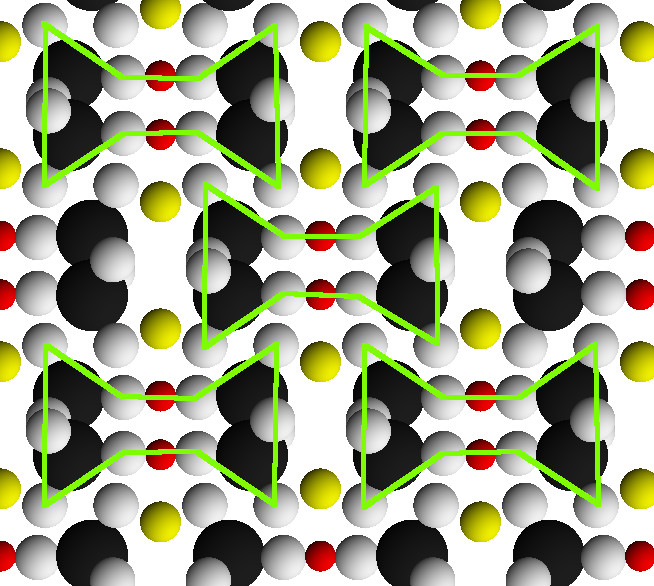
Estructura de piroxeno vista a lo largo de las cadenas de sílice. Los «haces en I» aparecen en verde. Los iones de silicio están sobredimensionados para resaltar las cadenas de silicio.

## Clasificación

El cuadrilatero de los piroxenos ilustra la nomenclatura de las soluciones sólidas de los piroxenos de calcio, magnesio y hierro.

El grupo de los piroxenos incluye dos subgrupos, dependiendo del sistema de cristalización. Los clinopiroxenos cristalizan en sistema monoclínico (como la augita,  el diópsido  y la espodumena), mientras que los ortopiroxenos lo hacen en el ortorrómbico (como la broncita,  la enstatita  y la hiperstena).

### Clinopiroxenos
| Nombre del mineral | fórmula química          |
| ------------------ | ------------------------ |
| Egirina            | NaFe3+Si2O6              |
| Augita             | (Ca, Mg, Fe)2(Si, Al)2O6 |
| Clinoenstatita     | MgSiO3                   |
| Clinoferrosilita   | Fe2+SiO3                 |
| Cosmocloro         | NaCrSi2O6                |
| Diópsido           | CaMgSi2O6                |
| Onfacita           | (Ca,Na)(Mg,Fe,Al)Si2O6   |
| Esseneita          | CaFe3+AlSiO6             |
| Grossmanita        | CaTi3+AlSiO6             |
| Hedenbergita       | CaFe2+Si2O6              |
| Jadeíta            | NaAlSi2O6                |
| Jervisita          | NaScSi2O6                |
| Johannsenita       | CaMn2+Si2O6              |
| Kanoíta            | MnMg(SiO3)2              |
| Kushiroita         | CaAl(AlSiO6)             |
| Namansilita        | NaMn3+Si2O6              |
| Natalyita          | NaV3+Si2O6               |
| Petedunnita        | CaZnSi2O6                |
| Pigeonita          | (Mg, Fe, Ca)SiO3         |
| Espodumena         | LiAlSi2O6                |
| Wollastonita       | CaSiO3 - Ca3(Si3O9)      |

### Ortopiroxenos

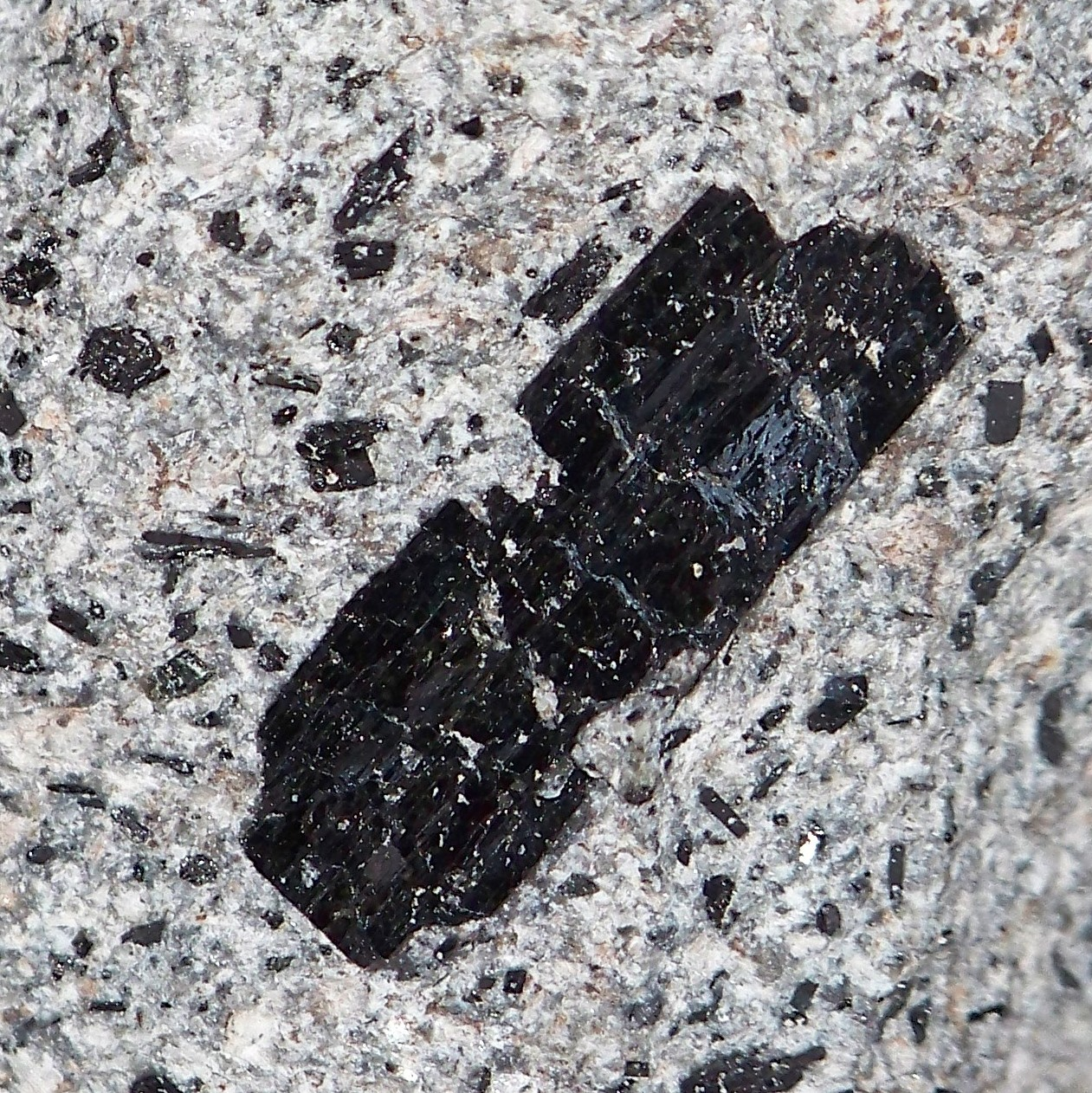
Cristal de augita en una roca plutónica.

| Nombre del mineral | fórmula química |
| ------------------ | --------------- |
| Donpeacorita       | Mn2+Mg(SiO3)2   |
| Enstatita          | MgSiO3          |
| Ferrosilita        | (Fe2+)2(SiO3)2  |
| Hiperstena         | (Fe, Mg)2Si2O6  |
| Broncita           | (Mg,Fe)SiO3     |

## Paragénesis
Los piroxenos forman parte de muchas rocas ígneas  y metamórficas.
En rocas ígneas los piroxenos se forman en magmas a temperaturas de 1000 a 1300 °C siendo una de las primeras fases en cristalizar. Su rápida meteorización hace que no suela formar parte de rocas sedimentarias. Algunas de las rocas ígneas donde se suele hallar piroxeno son el basalto, el gabro y la peridotita.
En sistemas ígneos se puede formar enstatita cuando olivino en un magma entra en contacto con cuarzo o su constituyente SiO2, componentes que no pueden normalmente coexistir en equilibrio químico. Dicha situación se expresa en la siguiente reacción química:
{\displaystyle Mg_{2}SiO_{4}(olivino)\ +\ SiO_{2}(silice)\rightarrow \ Mg_{2}Si_{2}O_{6}(enstatita)}
La onfacita, un piroxeno de sodio y aluminio, se halla solamente en eclogitas, rocas que han sufrido metamorfismo de muy alta temperatura y presión. Las eclogitas que contienen onfacita se pueden encontrar en zonas de subducción exhumadas. En Sudáfrica se han hallado nódulos de eclogita con onfacita en peridotitas en chimeneas de kimberlita.
El diopsido suele hallarse en rocas ricas en calcio, como la caliza y la dolomía, que han sufrido metamorfismo de contacto (también llamado metamorfismo termal) o metamorfismo regional. En zonas de skarn el diopsido es generado por metamorfismo de contacto y está asociado a la wollastonita, vesuvianita, grosularia y tremolita. La reacción química que genera diopsido durante el metamorfismo de contacto de rocas ricas en calcio es un proceso de decarbonatización que puede expresarse en la siguiente fórmula:
{\displaystyle CaMg(CO_{3})_{2}(dolomita)\ +\ SiO_{2}(silice)\rightarrow \ CaMgSi_{2}O_{6}(diopsido)\ +\ 2CO_{2}(dioxidodecarbono)}
Otra variedad de piroxeno que se puede formar durante metamorfismo de contacto es la hedenbergita, aparece cuando sedimentos ricos en hierro sufren este proceso.

## Meteorización
La meteorización química del piroxeno produce minerales de la arcilla como producto final. Siendo que los minerales arcilla son heterogéneos cabe decir que la composición de dichos minerales va a depender de la composición inicial del piroxeno. Se considera que en las fases iniciales de meteorización están reguladas por la estructura del piroxeno y que se producen biopiriboles complejos. En un estudio particular se observó la transformación de piroxeno en estructuras similares a talco por con hierro. En el mismo estudio se pudo ver que las estructuras similares a talco se separaban del hierro en etapas avanzadas de meteorización produciendo óxidos de hierro y talco puro a escala microscópica.
La meteorización y alteración de augita puede producir tanto anfíboles actinolíticos (uralíticos) como clorita y más raramente epidota y carbonatos. Los anfíboles actinolíticos producidos por la alteración ocurren comúnmente en forma de agregados de pequeños cristales prismáticos aunque también más infrecuentemente en forma de un solo cristal. La alteración de la augita suele iniciarse en sus bordes o en las zonas de exfoliación produciendo pequeñas áreas moteadas de piroxeno desteñido con diminutas placas de anfíbol.

## Uso
Los piroxenos tienen diversas aplicaciones en varios campos. Son minerales versátiles con aplicaciones que van desde la investigación científica hasta la industria, desempeñando un papel fundamental en múltiples disciplinas.
En la geología y mineralogía, los piroxenos son importantes en la clasificación de rocas ígneas y metamórficas. Su presencia y tipo ayudan a entender la historia geológica de una región. También se utilizan en la fabricación de cerámicas y vidrios, debido a su alta resistencia al calor y propiedades mecánicas. En la producción de acero y metales no ferrosos, los piroxenos pueden actuar como fundentes, ayudando a eliminar impurezas.
Algunos piroxenos se utilizan como agregados en concreto y otros materiales de construcción, aprovechando su durabilidad y resistencia.
Su estudio permite obtener información sobre procesos geológicos, como la formación de magma y la evolución de la corteza terrestre. Algunos piroxenos tienen propiedades piezoeléctricas y se investigan para su uso en dispositivos electrónicos.

### Ejemplos
La augita, es común en rocas ígneas como basaltos y se utiliza como agregado en la construcción debido a su resistencia. Además se incorpora en la fabricación de cerámicas y esmaltes. La augita puede aportar tonos oscuros y matices verdes a los esmaltes, lo que la hace atractiva para ciertos diseños estéticos. Ayuda a aumentar la estabilidad térmica de los esmaltes, lo que es esencial para soportar altas temperaturas durante el proceso de cocción sin agrietarse o deformarse. Contribuye a la resistencia mecánica del esmalte, mejorando su capacidad para resistir el desgaste y el impacto; y también facilita la fusión del esmalte durante la cocción, asegurando una buena vitrificación y una superficie suave y brillante; además se mezcla bien con otros componentes de esmalte, como feldespatos y sílice, lo que permite una formulación más versátil y efectiva.
El diópsido es utilizado en la producción de porcelana y loza por su alta temperatura de fusión y estabilidad química. Por otra parte la diópsido de alta calidad se corta como piedra preciosa, conocida como "jade de diópsido". El diópsido de calidad gema se encuentra en dos formas: diópsido de estrella negra y diópsido de cromo (que incluye cromo, lo que le confiere un intenso color verde). Con un valor de 5,5-6,5 en la escala de Mohs, el diópsido de cromo es relativamente blando al rayado. Debido al color verde intenso de la gema, a veces se las denomina esmeraldas siberianas, aunque a nivel gemológico no tienen nada que ver, siendo la esmeralda una piedra preciosa y el diópsido una piedra semipreciosa. 
La hedenbergita, se utiliza en la producción de acero y en la fabricación de aleaciones debido a su capacidad para actuar como fundente ayudando a reducir la temperatura de fusión de las impurezas presentes en el mineral de hierro y facilitando su eliminación. Ayuda a mejorar la calidad del acero al actuar en la escoria, eliminando impurezas como el azufre y el fósforo que pueden afectar las propiedades mecánicas del acero. Además la presencia de hedenbergita puede influir en la composición química del acero, permitiendo un mayor control sobre la concentración de elementos deseados y no deseados.  Al reducir la temperatura de fusión, se disminuye el consumo de energía durante el proceso de producción, lo que puede traducirse en costos operativos más bajos. La hedenbergita puede ser utilizada en diferentes etapas del proceso de producción de acero, desde la fundición hasta el refinamiento; y al mejorar la eficiencia del proceso y reducir residuos, el uso de hedenbergita puede contribuir a prácticas más sostenibles en la industria del acero.
La enstatita se emplea en la producción de vidrio especial, dado que mejora la resistencia térmica del producto final; y se estudia para entender la formación de ciertos tipos de rocas y su evolución.
La jadeita es muy valorada como piedra preciosa en joyería, especialmente en la cultura asiática, y se utiliza para hacer esculturas y objetos decorativos.
La egirina se encuentra en rocas ígneas y metamórficas y ayuda a identificar ambientes de formación de rocas. Su estudio puede proporcionar información sobre las condiciones de presión y temperatura en las que se formaron las rocas.